# Haiderson Hurtado
Haiderson Hurtado Palomino (* 25. listopadu 1995) je kolumbijský profesionální fotbalista, který hraje na pozici středního obránce za ázerbájdžánský klub Turan Tovuz İK.

## Klubová kariéra
Hurtado od roku 2018 působil v nižších brazilských soutěžích. V létě 2021 se přesunul do slovenského klubu ŠKF iClinic Sereď. V červenci 2021 debutoval ve slovenské nejvyšší soutěži v utkání s MŠK Žilina. Během podzimní části sezóny 2021/22 nastoupil Hurtado do 12 utkání, v únoru ale klub opustil a vrátil se do Brazílie.
V červenci 2022 se Hurtado opět přesunul na Slovensko, kde podepsal smlouvu se Skalicou. V jarní části sezóny 2022/23 se stal stabilním členem základní sestavy slovenského prvoligového týmu, kterému pomohl ke konečné 8. příčce a k postupu do semifinále slovenského poháru.
V červnu 2023 se Hurtado stal novou posilou českého klubu FK Jablonec. Během podzimu se Hurtado stal klíčovým hráčem sestavy Radoslava Látala a v lize chyběl jen v jednom utkání kvůli karetnímu trestu. V březnu 2024 dostal Hurtado trest na osm soutěžních zápasů za faul na Daniela Kaštánka z Hradce Králové v sobotním utkání 23. kola první fotbalové ligy, po němž byl vyloučen. Disciplinární komise Ligové fotbalové asociace uložila devětadvacetiletému Kolumbijci vysoký trest proto, že soupeři způsobil zranění, které ho vyřadí ze hry na několik týdnů. Vyšší trest za faul dostal od disciplinární komise v samostatné české historii pouze útočník Sparty Léonard Kweuke, který v roce 2013 zlomil v semifinále domácího poháru obránci Mladé Boleslavi Radku Dosoudilovi nohu. Kamerunský fotbalista obdržel distanc na 12 utkání. Dne 8. února 2025 byl oznámen jeho přestup do ázerbájdžánského Turanu Tovuz.